# Les Vainqueurs de Corée
Pour plus de détails, voir Fiche technique et Distribution.
Les Vainqueurs de Corée (Battle Zone) est un film de guerre américain sur la Guerre de Corée sorti en 1952, réalisé par Lesley Selander. 

## Synopsis
Le sergent major Danny Young, vétéran de la deuxième guerre mondiale, et le sergent Mitch Turner, tous deux photographes de guerre, sont amoureux de la même infirmière de la Croix-Rouge, Jeanne.

## Fiche technique
- Titre français : Les Vainqueurs de Corée[1]
- Titre original anglais : Battle Zone
- Genre : film de guerre
- Réalisation : Lesley Selander
- Scénario : Steve Fisher
- Musique : Marlin Skiles
- Production : Walter Wanger pour Walter Wanger Productions
- Budget : 200 000 US $
- Photographie : Ernest Miller
- Montage : Jack Ogilvie
- Format d'image : noir et blanc
- Durée : 82 min
- Année de sortie : 1952
- Pays de production :  États-Unis
- Langue originale : anglais
- Dates de sortie :
  - États-Unis : 26 octobre 1952
  - France : 16 juin 1954[1]

## Distribution
- John Hodiak : sergent major Danny Young
- Linda Christian : Jeanne
- Stephen McNally : sergent Mitch Turner
- Martin Milner : caporal Andy Sayee
- Dave Willock : Smitty
- Jack Larson : caporal James O'Doole
- Richard Emory : lieutenant Mike Orlin
- Philip Ahn : chef de guérilla sud-coréen
- Carleton Young : colonel
- Jeffrey Stone (sous le pseudo de John Fontaine) : pilote
- Todd Karns : un officier
- Gil Stratton : Runner
- Charles Bronson : un soldat
- Gregory Walcott : un tireur